# Manfred Geyer
Manfred Geyer (Altenfeld, 23 de mayo de 1951) es un deportista alemán que compitió para la RDA en biatlón.
Participó en los Juegos Olímpicos de Innsbruck 1976, obteniendo una medalla de bronce en la prueba por relevos. Ganó dos medallas de bronce en el Campeonato Mundial de Biatlón, en los años 1973 y 1977.

## Palmarés internacional
| Juegos Olímpicos   | Juegos Olímpicos             | Juegos Olímpicos  | Juegos Olímpicos |
| Año                | Lugar                        | Medalla           | Prueba           |
| ------------------ | ---------------------------- | ----------------- | ---------------- |
| 1976               | Innsbruck (Austria)          | Medalla de bronce | Relevos          |
| Campeonato Mundial |                              |                   |                  |
| Año                | Lugar                        | Medalla           | Prueba           |
| 1973               | Lake Placid (Estados Unidos) | Medalla de bronce | Relevos          |
| 1977               | Lillehammer (Noruega)        | Medalla de bronce | Relevos          |